# Mineral Point (hrabstwo Iowa)
Mineral Point – miejscowość w Stanach Zjednoczonych, w stanie Wisconsin, w hrabstwie Iowa.